# Niveocatharylla romieuxi
Niveocatharylla romieuxi là một loài bướm đêm trong họ Crambidae.